# うたのなる木
『うたのなる木』（ -き）は、1994年4月4日から1995年3月31日までNHK-BS2で放送された、小学生を対象にした音楽バラエティ番組である。

## 概要
一流ミュージシャンが子どもの個性と発想をもとに作曲したメッセージソングを披露するコーナーや子役レギュラーによるパフォーマンス、アニメ『カラオケ戦士マイク次郎』などで構成された。

## 放送時間
| 期間         | 放送時間                    |
| ------------ | --------------------------- |
| 1994年度前期 | 月曜日 - 金曜日 8:00 - 8:20 |
| 1994年度後期 | 月曜日 - 金曜日 6:40 - 7:00 |

## 司会
- ヒロミ
- 髙田万由子

## アシスタント
- 東京パフォーマンスドール（木原さとみ、米光美保、篠原涼子、川村知砂、市井由理、穴井夕子、八木田麻衣） - 放送期間中の1994年9月に米光、篠原、市井の3人が卒業、残りの4人は出演を継続しており、1995年3月まで担当していた

## 子役レギュラー
| 氏名       | 生年月日       | 学年    |
| ---------- | -------------- | ------- |
| 畠山美香   | 1983年08月08日 | 小学5年 |
| 峰由樹     | 1984年06月23日 | 小学4年 |
| 細谷麻衣   | 1984年10月18日 | 小学4年 |
| 大村彩子   | 1984年12月19日 | 小学4年 |
| 鎌田里佳   | 1985年05月20日 | 小学3年 |
| 百瀬茉莉奈 | 1987年01月19日 | 小学2年 |

## スタッフ
- 監修 - 秋元康